# Bácsszőlős
Bácsszőlős község Bács-Kiskun vármegyében, a Bácsalmási járásban.

## Fekvése
A község a Bácskában, a szerb határ közelében, Bácsalmástól 8 kilométerre keletre fekszik.  Belterülete 37 hektár.
A szomszédos települések: észak felől Mélykút, északkelet felől Tompa, kelet felől Csikéria, dél felől Kunbaja, nyugat felől pedig Bácsalmás.

### Megközelítése
Legfontosabb közúti megközelítési útvonala az 5507-es út, amely kelet-nyugati irányban végighalad a falu központján, annak főutcájaként. A környék nagyobb városai közül Baja-Bácsalmás és Tompa felől is az 5501-es úton közelíthető meg; határszélét érinti még északnyugaton az 5312-es, északkeleten pedig az 5502-es út is.
1960-ig vasúton a Szabadka–Baja-vasútvonalon lehetett megközelíteni Kunbaja-Bácsalmási szőlők megállóhely révén. A sínek ma is megvannak, de a pálya járhatatlan.

## Története
Bácsszőlöst, amelynek talaja homokos, szőlőművelésre alkalmas, 1952-ben szervezték önálló tanyás községgé a bácsalmási szőlők Dobokanagyjárás, Kunbajapuszta, Ószőlők és Teleki szőlők határrészeiből. E határrészek a 19. század végétől váltak lakottá, amikor a felparcellázott területeken meghonosították az alföldi szőlőfajtákat, és állandó lakhelyű tanyákat építettek. A területen áthaladt az 1885-ben épült, Baját Szabadkával összekötő vasútvonal és a Bácsalmást Szabadkával összekötő makadámút is, ami lehetővé tette a borkereskedelem kialakulását és fejlődését.
A második világháború és utána a német lakosság kitelepítése jóvátehetetlen pusztítást okozott, ugyanis a tanyás szőlőskertek, ültetvények nagy része, amely  németeké volt, a helyükre betelepített, hozzá nem értő telepeseké lett. 1949-ben 228 hektár elhanyagolt területen állami gazdaságot alakítottak, 75 hektáron pedig a Törekvés szakcsoport alakult meg. 1952-ben, a község megszerveződése idején a népesség száma meghaladta a háromezret. A faluközpontot a templom és a Szent István-iskola környékén alakították ki. Először bekötőutat, 1958-ban tanácsházát és postahivatalt építettek, villamosították a belterületet. A Bácsalmási Áfész új boltot és vendéglőt nyitott, a kereskedelmi ellátást ma is ezek biztosítják. 1959-ben adták át a kultúrházat, az orvosi rendelőt, 2 tanteremmel bővítették az iskolát, és labdarúgópályát építettek.
A szőlő- és gyümölcstermelés országos hosszú távú fejlesztési terve alapján 1958-tól az 1970-es évekig a térségben 1800 hektár területen gépi művelésre alkalmas szőlőt telepítettek, szőlőfeldolgozó és palackozó üzemet építettek. Az alföldi bortermelés fellegvárának tartott Kunbaja–Bácsszőlősi Állami Gazdaságban dolgozott a falu aktív korú lakosságának mintegy 60%-a. A másik mezőgazdasági munkáltató, a termelőszövetkezet egyesült a mélykúti Alkotmány Tsz-szel. Az utóbbi évtizedekben drasztikusan csökkent a hátrányos helyzetű település lakóinak száma, amihez az is hozzájárult, hogy a szovjet exportra berendezkedett monokultúrás állami gazdaság a nyolcvanas években fizetésképtelenné vált, és 1991-es teljes körű vagyonértékesítése után az aktív korú lakosság nagy része elvesztette állandó munkahelyét. Az 1990-es népszámlálás 207 fős belterületi és 324 külterületi állandó népességet és 235 lakást regisztrált, de az utóbbi években tovább nőtt az elhagyott tanyák száma, és csökkent a lélekszám.
A településen 137 hektár szőlőültetvény van magántulajdonban, s két betéti társaság és 14 egyéni vállalkozó is működik, akik virágmag-termesztéssel is foglalkoznak. A Cabernet Coop szőlőművelésre főképp idénymunkásokat foglalkoztat. Az önkormányzat közhasznú foglalkoztatással igyekszik enyhíteni a munkanélküliséget.
A falu központjában 1945-től 1990-ig 111 lakóházat építettek a tanyáikat elhagyó emberek. A törpevízmű helyett 1980-ban kiépítették a vezetékes vízhálózatot. A lakosság anyagi hozzájárulásával 1991-ben bekapcsolták a távhívást és 1993-ban kiépítették a tartályos gázellátó rendszert. A belterület parkosított, az utak pormentesítettek.
A község napközi otthonos óvodát, általános iskolát, könyvtárat és – alkalomszerű nyitvatartással – művelődési házat is működtet. Az iskolát 1993-ban pályázati támogatásokkal felújították, számítógépekkel és korszerű audiovizuális eszközökkel is ellátták.
2020 körül Európai Uniós támogatásból felújították az egészségházat és az orvosi szolgálati lakást, ahova azután a polgármester önkényesen beköltözött.
A település lakói közül 2001-ben ketten német nemzetiségűnek vallották magukat, a többiek magyarnak.

## Közélete

### Polgármesterei
- 1990–1994: Mondovits Mihály (független)[4]
- 1994–1998: Mondovits Mihály (független)[5]
- 1998–2002: Mondovits Mihály (független)[6]
- 2002–2006: Mondovits Mihály (független)[7]
- 2006–2010: Mondovits Mihály (független)[8]
- 2010–2014: Szarvas Róbert Norbert (Fidesz–KDNP)[9]
- 2014–2019: Szarvas Róbert Norbert (Fidesz–KDNP)[10]
- 2019–2024: Szarvas Róbert Norbert (Fidesz–KDNP)[11]
- 2024– : Szarvas Róbert Norbert (független)[1]

## Népesség
A település népességének változása:
| Lakosok száma | 349  | 361  | 355  | 358  | 301  | 306  | 297  |
|               | 2013 | 2014 | 2018 | 2021 | 2022 | 2023 | 2024 |

A 2011-es népszámlálás során a lakosok 94,8%-a magyarnak, 0,9% cigánynak, 2,3% németnek, 0,3% románnak, 0,6% szerbnek mondta magát (4,6% nem nyilatkozott; a kettős identitások miatt a végösszeg nagyobb lehet 100%-nál). A vallási megoszlás a következő volt: római katolikus 54,6%, református 7,8%, evangélikus 0,3%, felekezeten kívüli 19,1% (17,1% nem nyilatkozott).
2022-ben a lakosság 90%-a vallotta magát magyarnak, 2% németnek, 1,3% cigánynak, 0,3% horvátnak, 0,3% szerbnek (9% nem nyilatkozott; a kettős identitások miatt a végösszeg nagyobb lehet 100%-nál). Vallásuk szerint 30,6% volt római katolikus, 9% református, 0,3% evangélikus, 0,3% görög katolikus, 0,3% egyéb keresztény, 1,3% egyéb katolikus, 8,6% felekezeten kívüli (49,5% nem válaszolt).

## Nevezetességei
A 2010-ben kialakított park az első világháború áldozataira emlékező emléktáblával.